# Ройстер, Сара Эльмира
Сара Эльмира Ройстер Шелтон (англ. Sarah Elmira Royster Shelton; 1810 — 11 февраля 1888) — светская дама, юношеская возлюбленная Эдгара Аллана По, которая была обручена с ним незадолго до его смерти.
Их отношения начались, когда ей было 15 лет, а закончились после вмешательства её отца, пока По учился в Университете Виргинии. Двумя годами позже она вышла замуж за Александра Б. Шелтона, который разбогател, занимаясь перевозками. У них родилось четверо детей, но только двое дожили до взрослого возраста. После смерти мужа в 1844 году, Ройстер и её дети унаследовали состояние в 100,000 долларов США, с условием, что Сара потеряет часть наследства, если повторно выйдет замуж.
По вернулся в её жизнь в 1848 году, и их отношения возобновились. По предлагал ей пожениться, но она колебалась, и дети не одобряли брака. Они так и не поженились; вскоре после этого он умер в октябре 1849 года. Ройстер оказала влияние на поэтическое творчество По и могла быть вдохновительницей написания таких его знаменитых стихотворений, как «Ворон» и «Аннабель Ли». Ранние отношения По и Ройстер были увековечены в творчестве других писателей, включая брата Эдгара, Уильяма Генри Леонарда По.

## Биография
Ройстер и По были соседями в Ричмонде (Виргиния), когда начались их отношения Саре было 15 лет, а Эдгару 16. Они обсуждали брак, хотя отец Сары категорически возражал. Они тайно обручились, когда По начал посещать Виргинский университет в 1826 году. Отец Сары активно вмешивался в их отношения и перехватывал все приходившие ей от Эдгара письма. Позднее Сара писала, что отец возражал только из-за их юного возраста, но вполне возможно, что отец Сары считал Эдгара не подходящей ей в мужья кандидатурой из-за его социального статуса и финансового положения нищего сироты.
Посчитав, что По её забыл, Ройстер вышла замуж за Александра Шелтона, предпринимателя из богатой виргинской семьи. Саре было всего 17 лет, когда на неё обрушилось богатство и высокое социальное положение. Шелтон занимался бизнесом в транспортной индустрии, и в какой-то момент был совладельцем судна, курсирующего по реке Джеймс. У пары родилось четверо детей, однако двое из них умерли в детском возрасте. Александр Шелтон умер от пневмонии в возрасте 37 лет 12 июля 1844 года. Ройстер и двое её детей унаследовали состояние в сто тысяч долларов.

### Возобновление отношений с По
По и Ройстер встретились вновь в июле 1848 года, через год, после смерти жены Эдгара, Вирджинии По. По приехал без предупреждения. Ройстер так это описывала: «Я уже собиралась в церковь, как мне доложили, что в гостиной меня ожидает некий джентльмен. Я спустилась и была поражена, увидев его, я сразу его узнала». К этому времени Ройстер стала очень набожной, приняв крещение уже в зрелом возрасте в Епископальной церкви Св. Иоанна (англ. St. John's Episcopal Church). Ей было 39 лет, она жила со своей 19-летней дочерью Энн и 10-летним сыном Саутхоллом. Кто-то из друзей дал описание её весьма на тот момент привлекательной внешности:
    
У неё были темно-синие глаза, каштановые волосы с сединой, тонкий, аристократический нос... Её голос был низким, мягким и певучим, её манеры - изысканными, в смысле интеллекта она была женщиной образованной и обладала сильным характером. Её отличительными чертами были доброта и женственностьОригинальный текст (англ.)Her eyes were a deep blue, her hair brown, touched with grey, her nose thin and patrician... Her voice was very low, soft and sweet, her manners exquisitely refined, and intellectually she was a woman of education and force of character. Her distinguishing qualities were gentleness and womanliness.
Ройстер посетила лекцию По в Ричмонде, где сидела на первом ряду. Их отношения возобновились и они обсуждали женитьбу. Однако дети Сары не одобрили этого, а завещание мужа было составлено таким образом, что повторный брак лишит её трёх четвертей наследства. 17 сентября 1849 года По посетил Ричмонд и провёл вечер у Ройстер. Он писал: «Мне кажется, она любит меня гораздо глубже, чем кто-либо другой за всю мою жизнь…. Я не могу не любить её в ответ». По рассчитывал вступить в брак до отъезда из Ричмонда и просил от неё ответа. Её было необходимо время, чтобы всё обдумать: «Я сказала ему, что если он не хочет получить категорический отказ, то должен дать мне время подумать». Её смущали слухи о его пьянстве. В этот период он присоединился к ричмондскому крылу движения за трезвость — «Сыны Трезвости». Подтверждённых данных о том, состоялось ли у них обручение, нет, но большинство биографов считают, что к концу сентября они «пришли к соглашению».
Свадьба так и не состоялась; попрощавшись с Сарой Ройстер, По покинул Ричмонд 27 сентября 1849 года, а спустя две недели в Балтиморе он скончался при весьма загадочных обстоятельствах (см. Смерть Эдгара Аллана По). Вспоминая их последнюю встречу, Сара писала: «Он пришел ко мне домой вечером, 26 сентября, чтобы попрощаться. Он был очень печален и жаловался на самочувствие. Мне было нестерпимо жаль его и промучившись ночь, я встала пораньше, чтобы разузнать о его самочувствии, но к моему великому сожалению, он уже отбыл в Балтимор». Находясь при смерти, По упоминал жену в Ричмонде, и вполне возможно имел в виду именно Сару Эльмиру Ройстер. Биограф Джон Евангелист Уолш (англ. John Evangelist Walsh) предположил, что за загадочную смерть Эдгара Аллана По несут ответственность братья Сары Ройстер.
Позднее Ройстер заявила, что «не вышла бы за него замуж ни при каких обстоятельствах». В письме, написанном ею Марии Клемм, тёще Эдгара По, Сара Эльмира Ройстер выразила готовность принять её, как свою свекровь. В этом же письме она называла По самым дорогим для неё на свете существом.

### Поздние годы
После смерти По, Ройстер отказывалась говорить о нём и их отношениях, отвергала все запросы и вела достаточно закрытый образ жизни. Однако в 1875 году она всё-таки дала интервью местному скульптору Эдварду Валентайну (англ. Edward Valentine), как ответ на опубликованную Джоном Ингрэмом (англ. John H. Ingram) биографию По. В этом разговоре она всячески отрицала их помолвку. В июне 1884 года, в частном разговоре с д-ром Джоном Джозефом Мораном, лечившем По перед его смертью, она призналась, что была помолвлена с По.
Сара Эльмира Ройстер умерла в своём доме 11 сентября 1888 года, а в некрологе, опубликованном в газете Richmond Whig 12 февраля её назвали «Первой и последней любовью По».

## Упоминания в творчестве По
- Некоторые из стихотворений в первом сборнике По «Tamerlane and Other Poems» (1827) были написаны под впечатлением от неудачно окончившегося юношеского романа с Ройстер, во многих строках присутствует размышление на тему юношеского безрассудства и утерянной любви[6].

- Считается, что одно из небольших стихотворений По «Песня», написано по случаю замужества Сары Ройстер. Исследователь творчества По Юрий Ковалёв утверждал, что опираясь на текст стихотворения некоторые биографы предполагали, что По мог неожиданно для всех появиться на свадьбе Ройстер и Шелтона, однако доказательств этому нет[10].

- Сара также могла стать источником вдохновения при написании «Ворона» и «Аннабель Ли». Здесь, однако, мнения исследователей расходятся, поскольку вдохновить По могла и его жена Вирджиния. Сама Сара утверждала, будто По лично уверял её, что слова «утраченная Линор» в Вороне относятся именно к ней[4].

- Брат По, Уильям Генри Леонард также написал рассказ, в основу которого легло юношеское увлечение Эдгара Сарой. Рассказы назывался «Пират», он был опубликован 27 октября 1827 в журнале North American[2].